# Opsilia chinensis
Opsilia chinensis là một loài bọ cánh cứng trong họ Cerambycidae.